# Janne Saarinen
Janne Johannes Saarinen (* 28. Februar 1977 in Espoo) ist ein ehemaliger finnischer Fußballspieler. Der Abwehr- und defensive Mittelfeldspieler, der 2000 in der finnischen Nationalmannschaft debütierte, gewann in seiner gesamten Spielerkarriere einen finnischen und zwei norwegische Meistertitel.

## Werdegang

### Karrierestart in Finnland
Saarinen begann seine Profilaufbahn bei HJK. Am 3. Oktober 1993 debütierte er für die Mannschaft aus Helsinki beim Duell gegen den Ortsrivalen FinnPa in der Veikkausliiga. In den folgenden Jahren konnte er sich im Kader des Erstligisten etablieren und gewann 1996 mit dem Verein den finnischen Pokal.
Nach Ende der Spielzeit wechselte Saarinen in die Allsvenskan zum IFK Göteborg. Hier konnte er sich jedoch verletzungsbedingt nicht durchsetzen und kehrte zu HJK zurück. Bei seiner ersten Profistation erarbeitete er sich erneut einen Stammplatz und empfahl sich für die finnische Nationalmannschaft, für die er am 16. August beim 3:1-Sieg über die norwegische Nationalmannschaft in Helsinki debütierte. Im selben Jahr gewann er mit HJK erneut den Titel im Pokal.

### Stationen im Ausland
Saarinen verließ daraufhin erneut sein Heimatland und schloss sich Rosenborg BK in der norwegischen Tippeligaen an. In der Anfangsphase der Spielzeit 2001 kam er als Einwechselspieler zum Einsatz, konnte sich aber ab Mitte Mai einen Stammplatz erkämpfen. Am Ende der Spielzeit hatte er in 22 Einsätzen zum Gewinn des norwegischen Meistertitels beigetragen und war nach Erfolgen über FK Inter Bratislava in der Qualifikationsrunde in der UEFA Champions League in der Gruppenphase gegen Juventus Turin, Celtic Glasgow und den FC Porto aktiv gewesen. Der Erfolg in der Meisterschaft konnte in der folgenden Spielzeit wiederholt werden und Saarinen lief in den Duellen mit Ajax Amsterdam, Inter Mailand und Olympique Lyon auf internationalem Parkett auf.
Im Sommer 2003 lotste der Bundesligist TSV 1860 München Saarinen an die Isar und bezahlte 600.000 Euro für die Dienste des finnischen Nationalspielers, der auch ein Angebot des Ligarivalen VfB Stuttgart vorliegen hatte. Anfangs gehörte er unter Trainer Falko Götz zur Stammformation, verlor aber im Herbst nach einem Muskelfaserriss und einer Leistenverletzung seinen Platz in der Anfangself. Nach 17 Erstligaspielen in Deutschland verließ er nach einer Spielzeit die Bundesliga und wechselte für 200.000 Euro zum FC København in die dänische Superliga.
Saarinens Aufenthalt in Kopenhagen war nicht von Erfolg geprägt, so dass er sich 2006 zur Rückkehr nach Finnland entschloss. Hier spielte er für den FC Honka in seiner Heimatstadt Espoo. 2008 wechselte er erneut ins Ausland und unterschrieb einen bis Ende 2009 gültigen Kontrakt beim BK Häcken. Mit dem Klub schaffte er am Ende der Zweitligaspielzeit 2008 den Aufstieg in die Allsvenskan. Mitte September 2009 gab Saarinen bekannt, dass er nach Finnland zurückkehrt. Er unterschrieb einen ab Januar 2010 gültigen Vertrag bei seiner ersten Profistation HJK. Im April 2011 beendete der 34-Jährige schließlich, nach lediglich fünf Ligaspielen für den Hauptstadtklub, seine Karriere als Aktiver, nachdem ihn seine Karriere durch Klubs in Finnland, Schweden, Norwegen, Deutschland und Dänemark geführt hatte.